# Katalin Novák
Katalin Éva Novák (nom d'esposa: Veresné) (Szeged, 6 de setembre de 1977) és una política hongaresa. Actualment presidenta d'Hongria, d'ençà del 10 de maig del 2022, la candidata del Fidesz va ser anteriorment ministra d'Afers Socials i Família entre 2020 i 2021, i alhora membre del Parlament de 2018 a 2022.
Amb 44 anys, Novák és la persona més jove de la història d'Hongria, i també la primera dona, que ocupa el càrrec de president del país.

## Biografia
Katalin Novák obtingué una llicenciatura en economia a la Universitat Corvinus de Budapest, i posteriorment una llicenciatura en dret comunitari i francès de les universitats de Szeged i de París X. Ha viscut i treballat als Estats Units, França i Alemanya. Més tard, el 2001, va començar a treballar al Ministeri d'Afers Exteriors, especialitzant-se en temes europeus i de la Unió Europea. El 2010 esdevingué assessora ministerial i el 2012 va ser nomenada cap de gabinet del Ministeri de Recursos Humans.